# Руска салата
Руска салата је традиционално јело од салате у руској кухињи, које је такође популарно у другим постсовјетским земљама, многим европским земљама, Ирану, Израелу, Монголији и такође широм Латинске Америке. У различитим модерним рецептима обично се користи кувани кромпир, шаргарепа, кисели краставци (или краставац), зелени грашак, јаја, целер, лук, кувана пилетина или болоњска кобасица (понекад шунка или виршле) и јаке јабуке, са додатком соли, бибера и сенфа за појачавање укуса, помешано са мајонезом. У неким земљама се јело обично назива салата Оливије (рус. салат Оливье). Постоји варијација под називом салата Столични (рус. салат Столичный — „салата из главног града”), која је такође популарна у руској кухињи.
У Русији и другим постсовјетским државама, као и у русофонским заједницама широм света, салата је постала једно од главних јела на закускама који се служе током новогодишње ноћи.

## Историја
Оригиналну верзију салате измислио је 1860-их кувар белгијског порекла, Лусијен Оливије, кувар Ермитажа, једног од најславнијих московских ресторана. Оливијева салата брзо је постала изузетно популарна код редовних Ермитажових муштерија и постала је најпознатије јело ресторана.
Тачан рецепт — посебно онај за дресинг — био је ревно чувана тајна, али познато је да је салата садржавала тетребе, телећи језик, кавијар, зелену салату, репове ракова, капаре и димљену патку, мада је могуће да је рецепт варирао сезонски. Оригинални Оливијеов прелив био је врста мајонеза, направљен од француског винског сирћета, сенфа и провансалског маслиновог уља; његов тачан рецепт, међутим, остаје непознат.
На прелазу у 20. век, један од Оливијеових кувара, Иван Иванов, покушао је да украде рецепт. Док је припремао прелив једне вечери у самоћи, како је то био његов обичај, Оливије је изненада позван у некој нужди. Искористивши прилику, Иванов се ушуњао у Оливијеову приватну кухињу и посматрао његово мизе, што му је омогућило да направи разумне претпоставке о рецепту Оливијеовог чувеног прелива. Потом је Иванов напустио Оливијеов ресторан и отишао да ради као кувар у Москви, донекле инфериорном ресторану, где је почео да служи сумњиво сличну салату под називом Столични (рус. Столичный). Тадашњи гурмани пријавили су да је прелив на овој салати био лошијег квалитета од Оливијеовог, што је значило да му је „нешто недостајало”.
Касније је Иванов рецепт за салату продао разним издавачким кућама, што је додатно допринело његовој популаризацији. Због затварања ресторана Ермитаж 1905. и накнадног одласка породице Оливије из Русије, салата је сада могла да се назива Оливије (рус. Оливье).
Један од првих штампаних рецепата за салату Оливије, од Александрове, појавио се 1894. године, захтева пола лешника, два кромпира, један мали краставац (или велики корнишон), 3-4 листа зелене салате, 3 велика репа ракова, 1/4 шоље коцкастог аспика, 1 кашичица капара, 3-5 маслина и 11⁄2 кашике провансалског прелива (мајонез).
Као што се често дешава са гурманским рецептима који постају популарни, састојци који су били ретки, скупи, сезонски или их је било тешко припремити, постепено су замењени јефтинијом и доступнијом храном.

## Састојци
Најранији до сада објављени рецепт појавио се у руском часопису Наша пища („Наша кухиња”) бр. 6 (31. март 1894). За овај часопис објављиван од 1891. до 1896. године, уредник М. Игнатијев, изјавио је да оригинални рецепт садржи „могул сос” или „кабул сос” (по узору на вустерширски сос), произвођача Џона Бургеса и синова (марка коју је наводно користио) и Crosse & Blackwell. Неки каснији рецепти су сос од соје заменили могул сосом.
Књига Руководство к изучению основ кулинарного искусства („Водич за основе кулинарске уметности”) (1897) П. Александрове је дао рецепт који садржи тетребе, ракове, кромпир, краставац, зелену салату, аспик, капаре, маслине и мајонез. Аутор је написао да телетина, јаребица или пилетина могу да се замене, али да аутентични рецепт садржи тетребе.
У постреволуционарној Русији оригинали су замењени јефтинијим састојцима: тетреба је заменила пилетина или кобасица, ракове тврдо кувано јаје, краставци, маслине и капаре кисели краставци и зелени грашак.
Раније је увек укључивало хладно месо попут шунке или телећег језика или рибе. Ресторанска верзија средином 20. века није укључивала само поврће, већ и укисељени језик, кобасице, месо јастога, тартуфе итд, украшене капарима, филетом инћуна итд.
У савременој употреби, то је обично кувано поврће нарезано на коцкице, помешано у мајонезу, са кобасицом типа Докторскаја. Најчешћа алтернативна верзија, где се замењује куваном или димљеном пилетином, назива се салата Столични, према Ивановљевој верзији.
Постоји мноштво других верзија, именованих, неименованих, па чак и заштићених жиговима, али само су салата Оливије и Столични ушле у заједнички народни језик постсовјетских држава.

## Модерна верзија
Данашња популарна верзија салате Оливије — која садржи кувани кромпир, кисели краставац, грашак, јаја, шаргарепу и кувану говедину/пилетину или болоњу, одевену мајонезом — је верзија Ивановљеве салате Столични и само мало подсећа на Оливијеову оригиналну креацију. Ова верзија је била основна за било коју совјетску празничну вечеру, посебно за новогодишњу вечеру (до те мере да се њено присуство сматрало упоредо са совјетским шампањцем или мандаринама), због доступности састојака зими. Иако је данас у Русији широко доступно више егзотичне хране, њена популарност се једва умањила: ова салата је била и можда је и данас најтрадиционалније јело за домаћу прославу Нове године код Руса.
Домаће верзије празничних руских и постсовјетских држава традиционално зависе од кувара. Иако се неки састојци сматрају основним и неопходним, други су или фаворизовани или бесно одбачени као претња наводној аутентичности.
Највећа салата Оливије, тешка 1841 килограма, припремљена је у децембру 2012. у Оренбургу.

## У другим државама

### Европа
Салата је широко популарна на Балкану. Позната је као руска салата у Бугарској, Србији, Северној Македонији и као sallatë ruse у Албанији, што такође дословно значи „руска салата”. На сличан начин се у Грчкој назива ρωσικη σαλατα (росики салата) и може се наћи на готово било којем менију ресторана. Бугарска верзија салате обично се састоји од кромпира, шаргарепе, грашка, киселих краставаца и неке врсте саламе или шунке. Грчка верзија обично не садржи месо. У Хрватској и Словенији обично се припрема без меса, у Хрватској се обично назива француска салата, а у Словенији францоска солата. У Босни и Херцеговини су и руска салата и француска салата (која је у основи руска салата припремљена без меса) веома популарне, посебно током празника.
Румунска варијанта, названа salată de boeuf („говеђа салата”), сматра се традиционалним јелом. То је комбинација ситно исецкане говедине (или пилетине) и коренастог поврћа, преклопљеног у мајонезу и завршеног са муратуријем, традиционалним румунским мешаним киселим краставцима. Може се направити и вегетаријанском.
У Чешкој се назива једноставно bramborový salát (салата од кромпира). Састоји се од куваног и коцкастог поврћа (кромпир, шаргарепа, першун и корен целера), ситно исецканог лука и киселих краставаца у дресингу од мајонеза, често са тврдо куваним јајима, неком врстом меке саламе или зеленог грашка у конзерви. Прилог је одабир уз шницлу или поховани шаран, основна божићна јела у Чешкој.
Пољска sałatka jarzynowa или sałatka warzywna („салата са поврћем”, често називана само салатка) је увек вегетаријанска, састоји се од грашка, тврдо куваних јаја и мирепоика, увек исечених на мале коцкице, зачињених мајонезом, сољу, бибером. Рецепти се обично разликују у зависности од региона (могу се додати трпке јабуке или кисели краставци), па чак и према домаћинству, понекад чак и додајући месо (нпр. шунку). Један од таквих значајних изузетака је szałot, шлеска сорта која може укључивати не само кувани кромпир, шаргарепу, грашак и кувана јаја, већ и сланину, кобасице или киселу харингу. Такве салате често се служе на породичним прославама, посебно на Бадње вече (јела на Бадње вече се веома разликују од хране која се служи за Божић).
Ensaladilla rusa („Мала руска салата”) се широко конзумира у Шпанији, где се служи као тапа у многим баровима. Типично се састоји од млевеног куваног кромпира, млевене куване шаргарепе, конзервиране туњевине, млевених куваних јаја, грашка и мајонеза. Она има одређену сличност са верзијама салате macédoine de légumes froid. У Италији, Insalata russa има исте састојке. Слична верзија је такође популарна у Португалу, где се назива salada russa. Обично се служи или као самостално јело или као украс рибљим јелима, посебно рибљим филеима. У Норвешкој, на Исланду и Данској зову је италијанска салата и садржи шаргарепу и зелени грашак у мајонезу. Често и најпопуларније је спаривање салате са димљеним месом на хлебу.
Европски кафеи и деликатесне радње често нуде читав низ салата у Оливијеовом стилу, од проходних до гурманских. Поред тога, у кафетеријама, продавницама и стајалиштима за камионе продају се бројне фабрички запаковане или локално произведене верзије, углавном изузетно једноставне, користећи основне састојке преплављене обиљем јефтиног прелива сличног мајонезу.

### Азија
У Турској позната је као Rus salatası. Турска верзија се састоји од куване и нарезане шаргарепе и кромпира, киселих краставаца, куваног грашка и мајонеза, а понекад се украшава куваним и резаним јајима, црним маслинама и кореном репе. Служи се као мезе и користи се као пуњење за неке сендвиче и кумпир (неољушћени кромпир). Друго турско име за салату Оливије је Amerikan salatası („Америчка салата”), еуфемистичка погрешна ознака која потиче из периода хладног рата.
Салата Оливије (перс. الويه) је популарна у Ирану, где се обично прави са кромпиром, јајима, персијским киселим краставцима, шаргарепом, пилетином, грашком и мајонезом, а често се користи као пунило за сендвиче.
Популарна је салата и у Пакистану и Индији, где се обично прави са кромпиром, грашком, јабукама (и/или ананасом) и мајонезом, а често се користи као прилог у кафићима. Друга верзија руске салате такође је веома популарна у Пакистану која нимало не личи на салату Оливије, већ се прави од купуса и јабука.
Верује се да је салата Оливије представљена као „капитална салата” или „Нислел салата“ у Монголији током совјетског периода. Обично се састоји од млевене шунке и шаргарепе, млевених куваних јаја, млевене куване шаргарепе и кромпира помешаних са мајонезом. Широко је популаран међу Монголима, посебно током празничних сезона.

### Латинска Америка
Због имиграције Италијана, Шпанаца и Источних Европљана, јело је такође веома популарно у Мексику, Гватемали, Еквадору, Перуу, Аргентини, Парагвају, Уругвају, Бразилу, Венецуели и Доминиканској Републици где се зове ensalada rusa и сведена је на минимум: млевени кувани кромпир и шаргарепа, боранија и обилни прелив на бази мајонеза. У Аргентини се обично служи самостално као прво јело, или са врло танко исеченим говеђим омотом званим матамбре, у јелу званом matambre con rusa. Аргентинци источноевропског јеврејског порекла могу правити салату са туњевином. У Венецуели је то традиционални божићни прилог.